# إدواردو دي لازاري
إدواردو دي لازاري (توفي في 19 أبريل 2021) محامي وقاضي أرجنتيني، ورئيس العدل في محكمة العدل العليا في بوينس آيرس بين عامي 2004 و2005، وبين 2012 و2013، ومن 24 أبريل 2019 إلى 18 أبريل 2020.
تخرج من جامعة لا بلاتا عام 1967. وكان سكرتير الأمن في مقاطعة بوينس آيريس أثناء حكم إدواردو دوهالدي، حتى اغتيال الصحفي خوسيه لويس كابيزاس وما تلاه من احتجاجات أجبرته على الاستقالة في يناير 1997. عين قاضيًا في محكمة العدل العليا في بوينس آيرس في عام 1997 من قبل دوهالدي. في عام 2019 كان لديه بعض الجدل، أولاً: كان لديه عدة خلافات مع حاكمة المقاطعة آنذاك ماريا يوجينيا فيدال لأنه عارض تعيين سيرجيو توريس قاضياً جديداً للمحكمة بناءً على اقتراح فيدال. ثانيًا: بصفته رئيسًا لمجلس الانتخابات الإقليمي آنذاك، قبل بعض الترشيحات التي تم إبطالها، متهمًا بأنه قريب من الكيرتشنرية.
قدم استقالته من المحكمة إلى حاكم مقاطعة بوينس آيرس أكسل كيسيلوف في فبراير 2021 بعد 24 عامًا في المنصب وكانت سارية اعتبارًا من 1 مارس 2021.
توفي جراء مرض كوفيد 19 في 19 أبريل 2021 عن عمر يناهز 76 عامًا في مستشفى لابلاتا الإيطالي.